# HMS Trinidad (46)
HMS Trinidad var en lätt kryssare av Fiji-klass i Royal Navy. Hon sänktes när hon tjänstgjorde i Arktis som konvojeskort efter att ha skadats när hon eskorterade PQ 13 år 1942.

## Beskrivning
Trinidad hade ett deplacement på 8 670 ton vid standardlast och 10 896 ton vid fullast. Hon hade en total längd på 169,3 meter, en bredd på 18,9 meter och ett djupgående på 6 meter. Fartygen drevs av fyra växlade Parsonturbiner, som var och en drev en axel, med hjälp av ånga från fyra Admiralitets 3-trumspannor. Turbinerna hade en effekt på totalt 80 000 axelhästkrafter (60 000 kW) och de fartyget gav en maxhastighet på 32,25 knop (59,73 km/h). Trinidad hade en metacentrisk höjd på 1 meter vid fullast. Fiji-klassen hade tillräckligt med bränsle för att ge dem en räckvidd på 6 520 nautiska mil (12 080 km) vid 13 knop (24 km/h). Fartygens besättning var 733 officerare och sjömän i fredstid och 900 under krig.

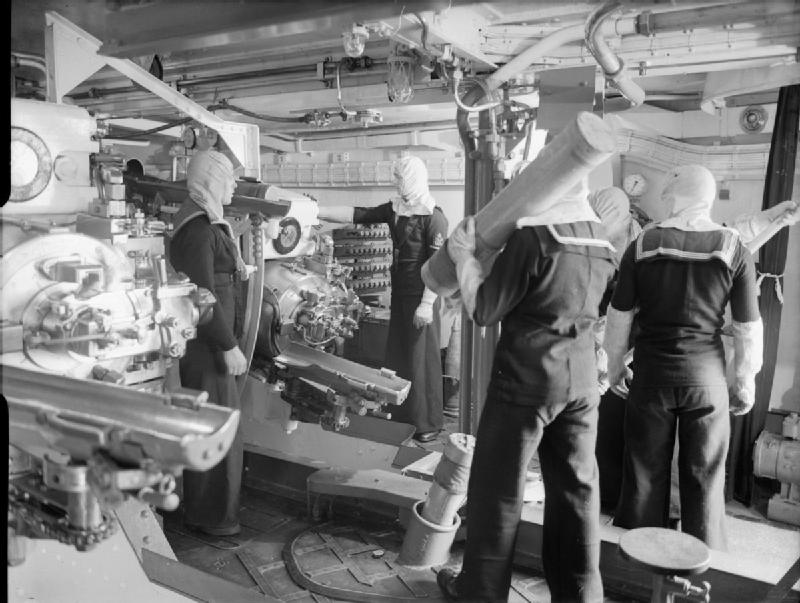
Insidan på en av Fiji-klassens Mark XXIII 15,2 cm torn.

Fiji-klassens huvudartilleri bestod av ett dussin BL 6-tums (15,2 cm) Mk XXIII-kanoner i fyra torn med tre kanoner vardera, varav ett par för och akter om överbyggnaden. Deras sekundära beväpning bestod av åtta 4-tums (10,2 cm) Mk XVI allmålskanoner i fyra dubbeltorn. Luftvärnet för kryssarna tillhandahölls av två fyrdubbla 2-pundiga (40 mm) luftvärnskanoner och två fyrdubbla fästen för Vickers 0,5 tum (12,7 mm) kulsprutor. Kryssarna hade också två trippelmonterade 53,3 cm torpedtuber, med en montering på vardera sida.
Fiji-klassen saknade ett fullständigt pansarbälte i vattenlinjen. Sidorna i deras pann- och maskinrum och magasin skyddades av ett pansar på 83-89 mm. Däcket över magasinen och vissa av maskinrummen var förstärkt med en tjocklek på 51-89 mm och huvudkanontornen hade endast splitterskydd med en tjocklek på 25-51 mm. De hade en flygplanskatapult och två Supermarine Sea Otter eller Walrus sjöflygplan.

## Tidig tjänstgöring

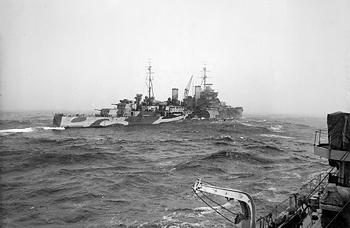
Trinidad sedd från HMS Fury i Nordatlanten under ett konvojeskortuppdrag. Trinidad är målad i ett dazzle-kamouflage

Trinidad byggdes av HM Dockyard Devonport. Hon kölsträcktes den 21 april 1938, sjösattes den 21 mars 1941 och togs i bruk den 14 oktober 1941. Fartyget befann sig i den brittiska hemmaflottan under sin korta tjänstgöringstid.

## Sänkning
När hon eskorterade konvoj PQ 13 i mars 1942 hamnade hon och andra eskortfartyg i strid med tyska jagare av Narvik-klass. Hon träffade och skadade den tyska jagaren Z26 och inledde sedan en torpedattack. En av hennes torpeder hade ett fel, möjligen påverkad av de isiga vattnen och minusgrader som var vanliga i Atlanten på väg till Ryssland. Detta ledde till att torpeden färdades långsamt med en hastighet långt under de 46 knop som förväntades, och den reducerade hastigheten ledde till att torpeden träffade Trinidad när hon utförde undvikande sicksackmanövrar i sin väg, vilket dödade 32 män.
Trinidad bogserades bort och kunde sedan fortsätta på egen hand mot Murmansk. Den tyska ubåten U-378 försökte angripa och sänka den skadade kryssaren, men upptäcktes och attackerades av jagaren Fury. Vid ankomsten till Murmansk genomgick Trinidad en partiell reparation.

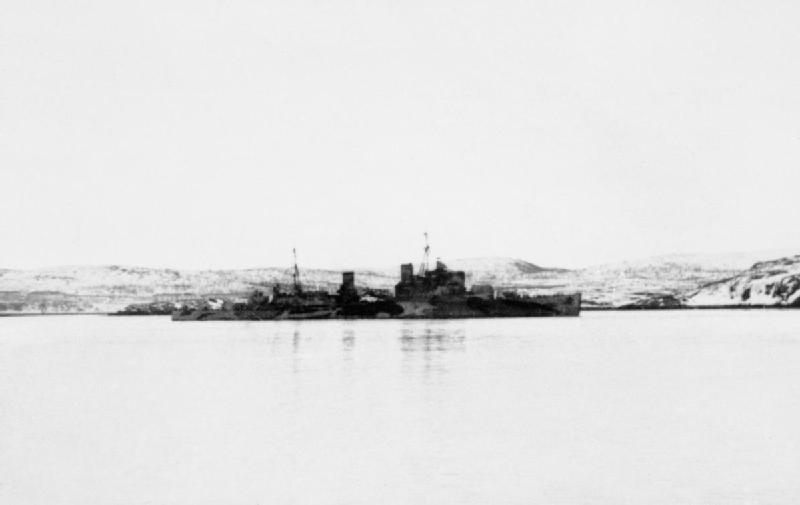
Trinidad under reparation i Kolabukten

Den 13 maj 1942 gav hon sig iväg för att återvända hem, eskorterad av jagarna Foresight, Forester, Somali och Matchless. Andra fartyg från hemmaflottan utgjorde en yttre skyddande styrka i närheten. Hennes hastighet reducerades till 20 knop (37 km/h) på grund av de skador hon hade fått. Under resan attackerades hon av mer än tjugo Ju 88-bombflygplan den 14 maj 1942. Alla attacker missade, med undantag för en bomb som träffade nära den tidigare skadan och startade en allvarlig brand. Sextiotre män förlorades, inklusive tjugo överlevande från kryssaren Edinburgh, som hade sänkts två veckor tidigare. Beslutet togs att borra henne i sank och den 15 maj 1942 torpederades hon av Matchless och sjönk i Norra ishavet, norr om Nordkap.